# جمالپور-۵
جمالپور-۵ (به لاتین: Jamalpur-5) یک منطقهٔ مسکونی در بنگلادش است که در ناحیه جمال‌پور واقع شده‌است.